# Дактиль (спутник)
Дактиль — спутник астероида Ида, официальное обозначение (243) Ида I Дактиль. Он был обнаружен на снимках, сделанных автоматической станцией «Галилео» во время его пролета близ Иды в 1993 году. Эти изображения предоставили первое прямое подтверждение существования астероида-спутника. В то время он был удалён от Иды на 90 километров (56 миль) и двигался по орбите в прямом направлении. Дактиль, как и Ида, покрыт кратерами и состоит из подобных материалов. Его происхождение неясно, но данные пролета предполагают, что он возник как фрагмент родительского тела Корониса.

## Открытие
Дактиль был обнаружен 17 февраля 1994 года членом миссии «Галилео» Энн Харч при изучении отложенных изображений. Со станции «Галилео» было получено 47 изображений Дактиля за период наблюдения 5,5 часов в августе 1993 года. Станция находилась на расстоянии 10 760 километров (6 690 миль) от Иды и 10 870 километров (6 750 миль) от Дактиля, когда было получено первое изображение спутника, за 14 минут до того, как приблизиться к Иде на самое близкое расстояние. Первоначально Дактиль был обозначен как 1993 (243) 1. Он был назван Международным астрономическим союзом в 1994 году в честь мифических дактилей, населявших гору Ида на острове Крит.

## Физические характеристики
Дактиль — это «яйцевидный», но «удивительно сферический» объект размером 1,6 на 1,4 на 1,2 километра (0,99 на 0,87 на 0,75 мили). Он ориентирован своей самой длинной осью, указывающей на Иду. Как и на Иде, на поверхности Дактиля видны кратеры насыщения. Он отмечен более чем дюжиной кратеров диаметром более 80 м (260 футов), что указывает на то, что за свою историю он претерпел множество столкновений. По крайней мере, шесть кратеров образуют линейную цепочку, что позволяет предположить, что они были вызваны местными обломками, возможно, выброшенными из Иды. Кратеры Дактиля могут иметь центральные пики, в отличие от кратеров на Иде. Эти особенности и сфероидальная форма Дактиля указывают на достаточно сильную гравитацию спутника, несмотря на его небольшой размер. Как и у Иды, его средняя температура составляет около 200 К (-73 ° C). Дактиль имеет много общего с Идой. Их альбедо и спектры отражения очень похожи. Небольшие различия указывают на то, что процесс космического выветривания менее активен на Дактиле. Его небольшой размер сделал бы невозможным образование значительного количества реголита. Это контрастирует с Идой, которая покрыта глубоким слоем реголита. Два крупнейших изображенных кратера на Дактиле были названы Акмон и Целмис, в честь двух мифологических дактилей. Акмон — самый большой кратер на изображении выше, а Целмис находится в нижней части изображения, в основном скрытой тенью. Диаметр кратеров составляет 300 и 200 метров соответственно.

## Орбита
Орбита Дактиля вокруг Иды точно не известна. Станция «Галилео» находилась в плоскости орбиты Дактиля, когда было сделано большинство снимков, что затрудняло определение его точной орбиты. Дактиль вращается в прямом направлении и наклонен примерно на 8° к экватору Иды. Согласно компьютерному моделированию, перицентр Дактиля должен находиться на расстоянии более 65 км (40 миль) от Иды, чтобы он оставался на стабильной орбите. Диапазон орбит, созданных моделированием, был сужен из-за необходимости прохождения орбит через точки, из которых станция «Галилео» наблюдала Дактиль в 16:52:05 UT 28 августа 1993 г., примерно в 90 км (56 миль) от Ида на долготе 85°. 26 апреля 1994 года космический телескоп Хаббл наблюдал за Идой в течение восьми часов и не смог обнаружить Дактиль. Его можно было бы наблюдать, если бы он находился на расстоянии более 700 км (430 миль) от Иды. Если бы на круговой орбите на расстоянии, на котором он был замечен, период обращения Дактиля составил бы около 20 часов. Его орбитальная скорость составляет примерно 10 м/с (33 фута/с), «примерно скорость быстрого бега или медленно брошенного бейсбольного мяча».

## Возраст и происхождение
Дактиль, возможно, возник одновременно с Идой в результате разрушения родительского тела Корониса. Однако он мог образоваться совсем недавно, возможно, в результате сильного удара по Иде. Крайне маловероятно, что он был захвачен Идой. Дактиль, возможно, подвергся серьезному воздействию около 100 миллионов лет назад, что уменьшило его размер.

## Кратеры
На Дактиле только два кратера имеют названия — это Акмон (Acmon) и Целмис (Celmis). Они даны в честь мифических дактилей с острова Крит.